# Lophura erythrophthalma
Lophura erythrophthalma là một loài chim trong họ Phasianidae.